# Mahmud Gawan
Mahmud Gawan (1411, Irán -1482) fue un primer ministro del Sultanato Bahmani de Decán. 
Khwaja Mahmud Gilani, del pueblo de Gawan en Persia, había sido educado en teología islámica, matemáticas y lengua persas y fue un conocido poeta y escritor. Más tarde,  fue nombrado ministro del gobierno de Muhammad Shah III (1463-1482). 
Reconocido por su proverbial cordura, Mahmud disfrutó de la confianza de gobernantes lugareños y del respeto de reinos extranjeros.

## Carrera
Se le consideró un funcionario capaz y eficaz. Impresionado con su genio militar, el sultán bahmani Humayun Shah Zalim le ofreció un puesto a su servicio.
Tras la muerte de Humayun, tomó el cargo de guardián del príncipe Nizam Shah, entonces menor. Cuando el joven sultan murió en 1463, Mahmud fue nombrado primer ministro del nuevo sultan Muhammad III, entonces de apenas 9 años. 
Mahmud fue un hábil ministro que puso fin al pillaje sobre los peregrinos que hacían el Hajj y acabó con los ataques de las flotas de los rajás de Khelna (Vilasgarh) y Sangameshwar a los mercaderes bahmanis. Se enfrentó al Imperio Vijayanagar, capturando la ciudad de Goa. 
Sin embargo, en 1474 la hambruna conocida como el "hambre de Bijapur" devastó Decán. Mucha gente huyó a Gujarat y Malwa. Tras dos años sin lluvia, al tercer año no quedan suficientes campesinos para trabajar la tierra.
A pesar de ello, Mahmud Gawan amplió el reino hasta extensión nunca antes vista. Saqueó Kanchi o Kanjeevaram durante el curso la guerra contra Vijayanagar y luchó exitosamente guerras contra Konkan, Sangameshwara y Orisa.
Destacó también por usar por primera vez la pólvora en la India en la guerra contra Vijayanagar en Belgaum. Se le atribuye el haber invitado a químicos persas para enseñar sus soldados la preparación y uso de la pólvora.
Además de sus campañas militares, emprendió una reforma administrativa y gestionó hábilmente las facciones rivales en la corte bahmani.

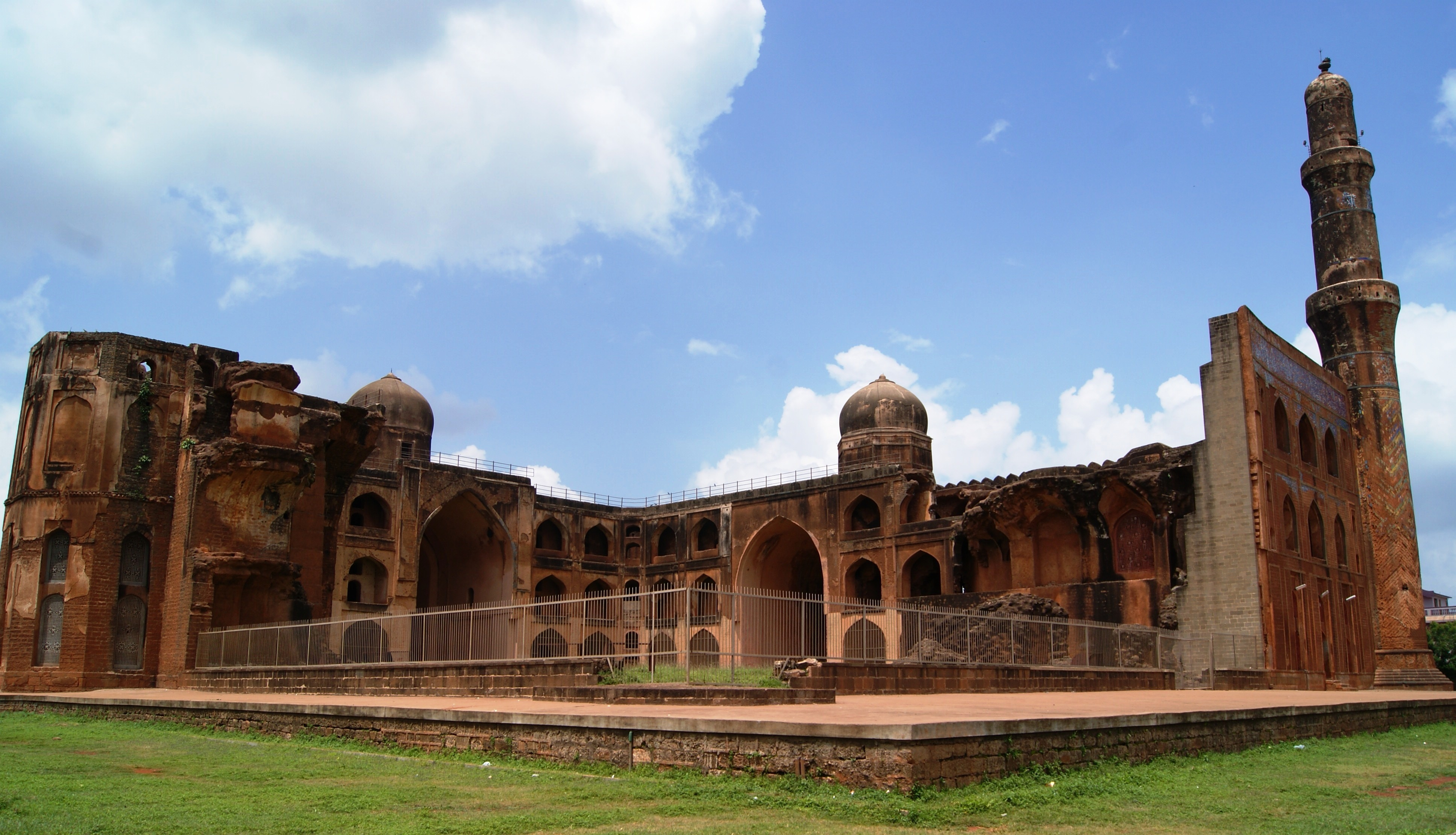
Madraza de Mahmud Gawan Construida por Mahmud Gawan, Visir del Sultanato Bahmani, fue el centro del aprendizaje en Decán.

Construyó la primera universidad de Bidar, llamada en su honor Madraza de Mahmud Gawan. Casi en el centro de la ciudad vieja de Bidar, los edificios de la madraza son testimonio de la obra de Mohammad Gawan. Lingüista y matemático, él mismo junto con científicos, filósofos y teólogos cuidadosamente escogidos creó una escuela religiosa de renombre. La extensa biblioteca de la madraza presume de 3.000 manuscritos.
A sus tres pisos se añade un minarete monumental, una mezquita, laboratorios, salas de conferencia y espacios para los alumnos alrededor de un patio rodeador de arcos. Muchos de los azulejos azules han sido espoliados a día de hoy.

## Muerte y legado
Desafortunadamente, se desarrollaron múltiples conspiraciones para acabar con su gobierno. Aprovechando una borrachera del rey, se le convenció para ejecutar a su ministro aunque posteriormente se arrepintió de la decisión y ordenó que fuera enterrado con honores.

## En las crónicas
El viajero ruso Afanasi Nikitin, que visitó Bidar en la época, afirma que la mansión de Mohammad Gawan tenía una guardia de 100 hombres armados y diez antorchas.